# Zlatá princezna
Zlatá princezna je televizní pohádka z roku 2001 na motivy příběhu Boženy Němcové. Nese morální ponaučení, že být jiný neznamená být špatný.

## Děj

### Jezerní vládce
V předvečer princezniných narozenin se pořádá ples na její oslavu. Tajemný Jezerní vládce, který má na obličeji masku, okouzlí princeznu a odvede ji do zahrady. Na zahradě si princezna všimne brány do jiného světa, která tam nikdy předtím nebyla. Jezerní vládce přiměje princeznu, aby společně s ním branou prošla.
Na druhé straně brány je podivný svět – již sem nedoléhají zvuky z plesu a Jezerní vládce vysvětlí princezně, že čas zde plyne jinak, a tak nikdy nezestárne. Princeznu sem doběhne hodná chůva Dora, na kterou je princezna zvyklá.

### Kletba
Jezerní vládce nabízí princezně sňatek, ale již nikdy se nebude moci vrátit na svět. Namísto toho dostane kouzelné zrcadlo, kterým může vidět kohokoli, na koho pomyslí. Princezna chce vidět tvář Jezerního vládce a žádá ho, aby odložil masku, ten ale odmítá s tím, že důležitá je vnitřní krása, nikoli jak kdo vypadá.
Princezna se s jeho odpovědí nespokojí a lstí mu masku strhne. Uvidí však děsivou šedozelenou tvář vodníka. Jezerní vládce za trest uvalí na princeznu kletbu – celá se promění, že vypadá jako zlatá socha. Zachránit ji může jen někdo, kdo se do ní zamiluje i přes její vzhled.

### Rybář
Rybář se loučí se ženou a slibuje jí, že za prodané ryby jí koupí tu nejkrásnější sukni. Celý den však vytahuje jen prázdné sítě. Zjeví se mu Jezerní vládce a slíbí sítě plné ryb, když mu výměnou dá to, o čem doma neví. Rybář se domnívá, že je to dobrý obchod, a kývne. Jezerní vládce oznámí, že přijde za osmnáct let.
Rybář se vrací domů, šťastný z bohatého úlovku, přinese ženě spoustu peněz a krásnou sukni. Žena je šťastná a navíc rybáři oznamuje radostnou novinu – čeká syna! Rybář pochopí, že byl oklamán a že prodal vlastního syna, rmoutí se, ale rozhodne se, že synek bude mít alespoň šťastné dětství.

### Rybářův syn
Mezitím princezna čeká osmnáct let v podivném světě Jezerního vládce, ale za tu dobu vůbec nestárne. Dora ji přesvědčuje, ať poklekne a odprosí Jezerního vládce, ale princezna tvrdošíjně odmítá.
Rybářův syn Radovid vyrostl a přišel si pro něj Jezerní vládce, když rodiče nebyli doma. Přičaroval mu krásné šaty, a řekl, že může splatit otcův dluh, když okouzlí jednu dívku. Radovid souhlasí.
Ve světě Jezerního vládce se do sebe princezna a Radovid zamilují. Princezna mu dá náramek ze zlatých květů, který má stále nosit, který bude chránit jejich lásku.

### Další zkoušky
Jezerní vládce vidí jejich lásku a svolí, že mohou zůstat navždy spolu, ale nikdy neodejdou do svého světa. Radovid se trápí, že už nikdy neuvidí své rodiče.
Jezerní vládce se opět zjeví rybáři, a slíbí, že může dostat svého syna zpět, pokud vezmou do domu schovanku. Princezně a Radovidovi nabídne, že se může Radovid vrátit domů. Princezna nesobecky Radovida pošle zpět a doufá, že na ni nikdy nezapomene.
Radovid se však doma zamiluje do schovanky. Ve chvíli, kdy jí chce dát náramek od princezny, se náramek rozpálí, až začne hořet, a Radovid padá k zemi jako mrtvý.
Princezna, která v kouzelném zrcadle vše vidí, souhlasí, že se vdá za Jezerního vládce, pokud Radovid zůstane naživu. I přes jeho zradu jej stále miluje. Jezerní vládce si ovšem vymiňuje, že se princezna musí vzdát i svých vzpomínek. Také s tím princezna souhlasí a Radovid se probouzí. Uvědomuje si svou chybu, trpce jí lituje a touží vše napravit. Vytrvale drží v rukou princeznin náramek, i když jej pálí jako oheň. Tím se vrátí do světa Jezerního vládce, ale princezna jej nepoznává.
Jezerní vládce je však dojat Radovidovou lítostí i princezninou láskou. Vrací princezně lidskou podobu i paměť, a všechny propustí. Poté se i jeho tvář změní v lidskou.

## Obsazení
| Linda Rybová       | Princezna            |
| David Matásek      | Jezerní vládce       |
| Simona Stašová     | Chůva Dóra           |
| Ondřej Vetchý      | Rybář                |
| Magdaléna Sidonová | Rybářova žena        |
| Tomáš Měcháček     | Radovid, rybářův syn |
| Zuzana Vejvodová   | Růženka              |